# ジェローン・ドッド
ジェローン・ドッド（Jerone Dodd Jr.、1979年1月29日 - ）は、アメリカ合衆国出身のプロバスケットボール選手である。203cm、100kg。ポジションはCF。

## 来歴
Southwest Dekalb H.S、Morehouse Collegeからさいたまブロンコスに入団。
2005-06シーズン途中より東京アパッチに所属。
2007年、鹿児島レッドシャークスに移籍。
2009年退団。